# Aiton, Cluj
Aiton là một xã thuộc hạt Cluj, România. Dân số thời điểm năm 2002 là 1350 người.